# Blaps bifurcata strauchi
Blaps bifurcata strauchi – podgatunek chrząszcza z rodziny czarnuchowatych i podrodziny Tenebrioninae.
Takson ten został opisany w 1861 roku przez Louisa Jérôme'a Reiche jako niezależny gatunek Blaps strauchi. Później jego ranga została obniżona do podgatunku Blaps bifurcata. Klasyfikowany jest w grupie gatunków B. bifurcata. Według badań z 2011 roku zajmował pozycję siostrzaną do podgatunku nominatywnego, natomiast zgodnie z wynikami badań przeprowadzonych przez Condamine i współpracowników w 2013 roku zajmuje on pozycję siostrzaną do B. b. mirei, a linie ewolucyjne tych podgatunków rozeszły się około 4 mln lat temu, w Pliocenie.
Blaps bifurcata jest żywicielem pośrednim nicieni Gongylonema pulchrum, G. brevispiculum, G. scutatum i Spirura gastrophila.
Chrząszcz ten znany jest z Algierii, Mauretanii, Maroka, Nigru i Tunezji.